# Боровицы (Великолукский район)
Боровицы — деревня в Великолукском районе Псковской области России. Входит в состав сельского поселения «Лычёвская волость».
Расположена на южной окраине (в 8 км от центра) города Великие Луки.

## Население
Численность населения по оценке на 2000 год составляла 16 жителей, на 2010 год — 32 жителя.